# Franjo Tuđman
Franjo Tuđman (též psáno Tudjman, vyslovováno [tudžman]; 14. května 1922 Veliko Trgovišće – 10. prosince 1999 Záhřeb) byl chorvatský historik, generál, politik a státník, první prezident nezávislého Chorvatska a prominentní člen (zakladatel) strany HDZ, historik a jugoslávský generál.

## Biografie

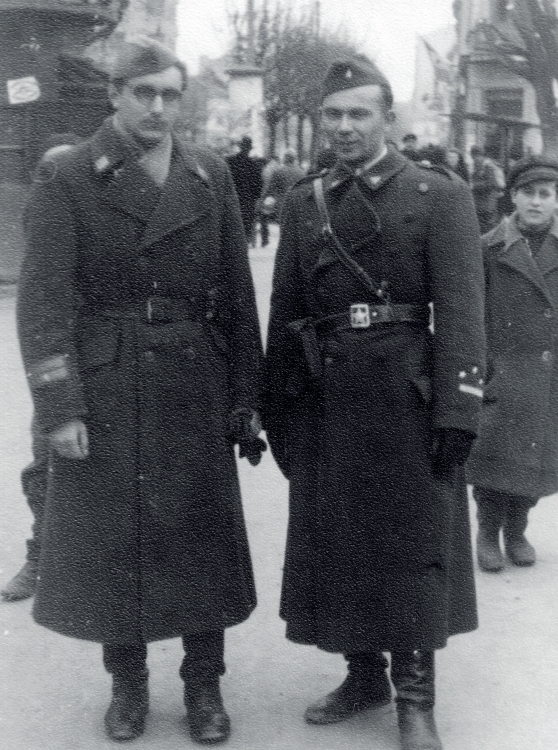
Tuđman (vlevo) a Joža Horvat v uniformě jugoslávských partyzánů, únor 1945

Franjo Tuđman se narodil ve Velikém Trgovišći v chorvatském Záhoří. Jeho otec Stjepan byl aktivista Chorvatské selské strany; kromě Franja měl ještě dva syny, Stjepana a Ivicu. Matka jim zemřela v roce 1929, kdy Franjo ještě chodil na základní školu. Bratr Stjepan zemřel v roce 1943 v řadách partyzánů. Přestože Franjův otec Stjepan byl jedním z hlavních iniciátorů protifaštického hnutí v Chorvatském Záhoří a byl také členem ZAVNOH a AVNOJe, v roce 1946 jej likvidovala jugoslávská tajná policie UDBA.
Franjo chodil na střední školu do Záhřebu v letech 1934–1941. Již tehdy se účastnil nacionalistického chorvatského hnutí a tehdejší královský režim jej proto internoval. Po napadení Jugoslávie vojsky Osy roku 1941 se připojil k jugoslávským partyzánům. V roce 1945 se stal jedním z chorvatských zástupců v nejvyšším štábu partyzánské armády v Bělehradě. Pracoval v hlavní personální správě Ministerstva lidové obrany, v generálním štábu JLA a na ředitelství Vojenské encyklopedie. V letech 1955–1957 studoval na Vyšší vojenské akademii v Bělehradu. V roce 1960 získal hodnost generálmajora. Armádní aktivity zanechal, neboť se chtěl věnovat především literární tvorbě. Následně se vrátil do Záhřebu a začal pracovat na místní univerzitě.
Tuđman na sebe upozornil v roce 1990 vydáním knihy, ve které rozporoval oficiální jugoslávskou historiografii ohledně počtu obětí v Koncentračním táboru Jasenovac. Ustašovské Chorvatsko v ní považoval za „vykonavatele brutality dějin“ a za stát, který opakoval to, o co se v dějinách pokoušeli již mnozí. Vysoké počty obětí považoval za přehánění, a to jak ze strany srbských historiků, tak i chorvatských komunistů.
Původně záhřebský historik a člen komunistické strany, který se v dobách Jugoslávie a politických komplikací na konci 60. let a hlavně v 80. letech dostal do vězení, se dostal na konci existence jugoslávského státu do pozice předsedy Předsednictva Socialistické republiky Chorvatsko. Za chorvatského prezidenta byl zvolen na jaře roku 1990.
V červnu 1991 vyhlásilo Chorvatsko nezávislost, která byla Brionskou deklarací pozastavena do října 1991. V mezidobí se začaly stupňovat spory ohledně postavení početné srbské menšiny, které vygradovaly bitvou o Vukovar, která je považována za počátek tzv. Vlastenecké války.
Tuđman angažoval Chorvatsko v konfliktu v Bosně a Hercegovině, již v březnu 1991 se v bývalé Titově lovecké chatě v Karađorđevu ve Vojvodině Tuđman dohodl se srbským představitelem Slobodanem Miloševićem, že si Chorvaté a Srbové nebudou bránit v anexi těch oblastí v Bosně, kde má jejich národ většinu.
I přes mnohá obvinění ze strany především srbských médií i srbských politických představitelů Tuđman nikdy otevřeně nepodpořil ustašovské hnutí a jeho oživení v 90. letech 20. století. Ustašovský Nezávislý stát Chorvatsko (NDH) nicméně Tuđman považoval za výraz „legitimních aspirací chorvatského národa“.
Tuđman každopádně byl a je glorifikován nacionalistickými skupinami v Chorvatsku, stal se i námětem ideologických písní (například „Jasenovac i Gradiška Stara“, písně pojmenované po internačních táborech v NDH, kde se mimo jiné zpívá jakoby v žánru modlitby „Gospe sinjska, ako si u stanju, uzmi Stipu, a vrati nam Franju.“ – „Panno Marie sinjská, pokud můžeš, vezmi Stipa (míněn Stipe Mesić) a vrať nám Franja.“ (tatáž píseň velebí i někdejšího vůdce NDH, válečného zločince Ante Paveliće).
Transformace Chorvatska v tržní ekonomiku se nesla ve znamení prorůstání státu s organizovaným zločinem. Osoby napojené na Tuđmana získaly vliv v tajných službách, ale také rozsáhlé majetky.
Po smrti prezidenta Tuđmana se poměry v zemi po volbách v roce 2000 stabilizovaly.